# Odin
Odin ou Ódin (em nórdico antigo: Óðinn; em germânico comum: Wōdanaz) é considerado o deus principal do clã dos deuses Æsir, o clã mais importante de deuses da mitologia nórdica e nas crenças das religiões neopagãs germânicas. Também é conhecido como "Pai de Todos"  e o  deus nórdico  da cura, da vida e da morte
Seu papel, como o de muitos deuses nórdicos, era complexo; era o deus da sabedoria, da guerra e da morte, embora também, em menor escala, da magia, da poesia, da profecia, da vitória e da caça. Era sobretudo adorado pelas classes sociais superiores.
Odin morava em Asgard, no palácio de Valaskjálf, que ele construiu para si, e onde se encontra seu trono, o Hliðskjálf, onde podia observar o que acontecia em cada um dos nove mundos, graças aos seus dois corvos Hugin e Munin. Durante o combate brandia sua lança, chamada Gungnir, e montava seu cavalo de oito patas, chamado Sleipnir.
Era filho de Borr e da jotun ("gigante") Bestla, irmão de Vili e Vé, esposo de Frigg e pai de vários dos deuses asses (Æsir), tais como Thor, Balder, Vidar e Vali., avô de Magni, Modi, Lorride, Thrúd e Forseti. Na poesia escáldica faz-se referência a ele com diversos kenningar, e um dos que são utilizados para mencioná-lo é Allföðr ("pai de todos").
Como deus da guerra, era encarregado de enviar suas "filhas", as valquírias, para recolher os corpos dos heróis mortos em combate, os einherjar, que se sentam a seu lado no Valhalla de onde preside os banquetes. No fim dos tempos Odin conduzirá os deuses e os homens contra as forças do caos na batalha do fim do mundo, o Ragnarök. Nesta batalha o deus será morto e devorado pelo feroz lobo Fenrir, que será imediatamente morto por Vidar, que, com um pé sobre sua garganta, lhe arrancará a mandíbula.

## História em geral
Odin era neto de Búri, o primeiro dos deuses Aesir, que havia surgido de Ymir, o primeiro Gigante e pai de toda a vida e um dos filhos de Borr. No entanto, ao contrário de Ymir, Odin sentiu que os Aesir eram adequados para serem os governantes supremos dos Nove Reinos e então ele, junto com seus irmãos Vili e Vé mataram Ymir e qualquer outro que estivesse em seu caminho, com o próprio Odin tomando o lugar de. o "Pai de Todos", onde depois disso o sangue de Ymir afogou todos os Jötnar, exceto Bergelmir e sua esposa. Odin então criaria o reino de Midgard a partir da carne dilacerada de Ymir. Eventualmente, Odin criaria os primeiros humanos; Ask e Embla.
No momento em que Ymir foi morto por Odin, causou a criação de uma lágrima de realidade, que chamou a atenção de Odin. Depois de sofrer um ataque de existencialismo, ele percebeu que há muito mais neles do que os Nove Reinos. Com essa percepção, ele iniciou um enorme projeto de pesquisa para descobrir os segredos da ruptura da realidade. Este foi também o início de sua obsessão pelo conhecimento, pois passou a acumular mais conhecimento de forma agressiva e desenvolveu grande capacidade e determinação para aprender. Nessa época ele construiu o reino de Asgard e declarou-se rei dos Aesir. Ele até cimentou isso com uma Grande Loja que construiu acima da ruptura da realidade e um complexo de pesquisa abaixo da Grande Loja, onde começaria a reunir mais sabedoria nos Nove Reinos.
Vendo a necessidade de expandir as forças de Asgard, ele assumiu o controle de Valhalla e das Valquírias que a supervisionavam, apesar dos melhores esforços de sua Rainha para evitar isso. Ele continuaria usando o suprimento infinito de indivíduos falecidos de Valhalla para criar um suprimento indefinido de soldados sobre-humanos para os militares Asgardianos . Isso fazia parte de seus planos futuros para tentar frustrar o Ragnarök, um evento catastrófico profetizado que levaria a um apocalipse e à morte da maioria dos deuses nórdicos. Para se preparar para esta ameaça iminente, Odin permitiria que apenas os maiores guerreiros que morreram em batalha entrassem em Valhalla para um dia servirem como seu exército pessoal, com as Valquírias servindo como seus recrutadores e treinadores nesse aspecto. Todos os outros ele relegou para o deserto gelado conhecido como Helheim.
Uma vez, Odin realizou um ritual empalando-se com sua própria lança e enforcando-se nos galhos de Yggdrasil, e sangrando no Poço do Destino, onde passou nove dias como um deus morto, vagou pelo reino dos mortos e saqueou o segredos da Árvore do Mundo até atingir seu limite, enviando Odin de volta à terra dos vivos, para sua raiva e loucura.
Nessa época, Odin também começou a se casar com mulheres e a expandir sua família, na esperança de ganhar filhos fortes. Odin acabou se casando com a giganta Jord, com quem teve Thor e Meili. Algum tempo depois do nascimento de Meili, Jord acabou morrendo misteriosamente, deixando Odin com o coração partido e sozinho por muitos anos. Apesar da solidão, Odin acabou se casando com outra giganta, Gríðr que resultou em Vidar. Depois de consolidar seu governo como o "Pai de Todos", Odin continuou a travar guerras com seus três filhos Thor, Meili e Vidar, contra os outros reinos, derrotando e subjugando Alfheim, Svartalfheim e Niflheim. Muspelheim e Jötunheim permaneceram fora do seu alcance. Ele não encontrou nenhuma dificuldade real até que ele e os Aesir encontraram os Vanir, uma tribo oposta de deuses nativos do reino de Vanaheim; as duas forças lutaram incessantemente até que finalmente chegaram a um impasse. Neste ponto, ambos os lados se cansaram de lutar. Odin finalmente concordou em se casar com Frigg após encerrar a luta. Juntos, eles produziram os outros filhos de Odin, Bragi, Týr, Heimdall, Balder, Hoder e Hermod.
Odin a certa altura conheceu o gigante de pedra Hrungnir e se divertiu tanto com a natureza ingênua deste último que, em vez de matá-lo imediatamente, Odin o convidou para ir a Asgard e o embebedou e o incitou a todos os tipos de ostentação e travessuras, até mesmo aceitando a ameaça de Hrungnir. matando todos os Aesir e levando todas as mulheres de Asgard de volta para Jötunheim como uma piada. No entanto, tudo chegou ao fim após outro ataque de risada quando Thor matou o gigante de pedra e foi esmagado por seu cadáver. Odin ordenou que todos os seus homens o removessem de Thor, mas nenhum dos Aesir era forte o suficiente para fazê-lo e o próprio Thor estava bêbado demais para remover o gigante de pedra de si mesmo até que os netos de Odin, Magni e Modi, vieram e libertaram Thor.
Após saberem de um lobo que não parava de crescer em Helheim, os Aesir foram atrás do lobo gigante, Fenrir, com correntes para aprisionar o enorme lobo. Após alguns testes de correntes, Týr, o Deus da Guerra, conseguiu prender o lobo gigante. Os Aesir partiram para Asgard, mas não antes de Odin capturar e aprisionar os filhos do lobo, Sköll e Hati, em Asgard.

## Etimologia

### Origens do nome

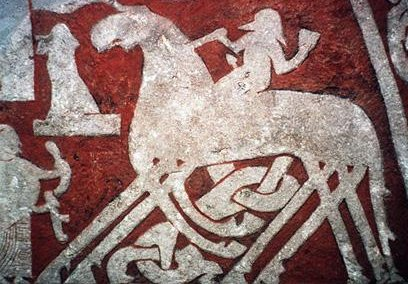
Odin, no seu cavalo Sleipnir

O nome do deus no nórdico antigo é Óðinn, tendo Saxão Gramático latinizado como Otino (Othinus), no germano Wotan e no primitivo germânico sob a forma de Wodanaz, no gótico, Vôdans, no dialeto das ilhas Feroé (nas costas da Noruega), Ouvin, no antigo saxão, Wuodan, no alto alemão, Wuotan, enquanto que entre os lombardos e na região da Vestefália aparece Guodan ou Gudan, e na Frísia, Wêda. Nos dialetos dos alamanos e borgundos temos a expressão Vut, usada até hoje no sentido de ídolo. Essas denominações estão ligadas pela raiz, no nórdico arcaico, às palavras vada e od, e, no antigo alto alemão, a Watan, Navutan, Wuot, que significavam a princípio razão, memória ou sabedoria. Mais tarde tornaram-se equivalentes a tempestuoso ou violento, sentido que os cristãos faziam empenho de acentuar, procurando depreciar a figura do deus nórdico.

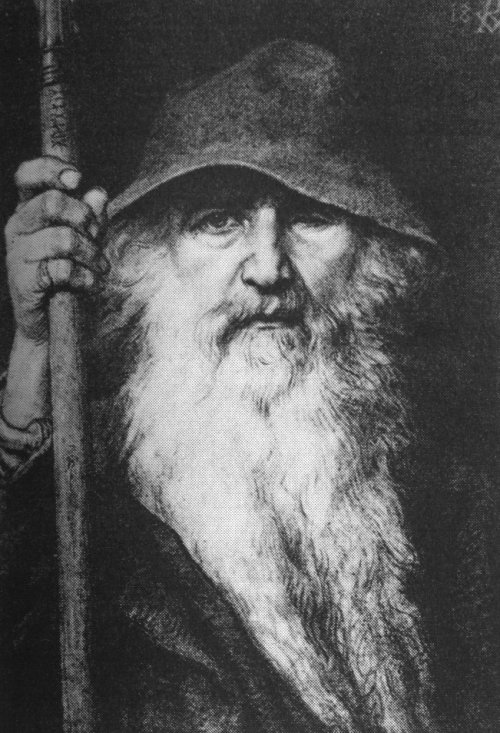
Georg von Rosen - Oden som vandringsman (Odin, o Viajante), 1886

## Dia da semana de dedicação
A quarta-feira, dia que é dedicado ao deus Odin, tomou a denominação onsdag em sueco e dinamarquês (Nórdico Antigo, odinsdagr), wednesday em inglês (antigo saxão, wôdanes dag, anglo-saxão, vôdnes dag), woensdag em holandês, godenstag ou gunstag no dialeto da Vestefália.

## Citações na Edda Poética
Na Edda Poética - a fonte principal do nosso conhecimento sobre a mitologia nórdica, o maior ciclo é naturalmente o do deus supremo, compreendendo as seguintes baladas: Baldrs Draumar (Os Sonhos de Balder), Hárbarzljóð (A Balada de Harbard), Vafþrúðnismál (A Balada de Vafthrudnir), Grímnismál (A Balada de Grimnir) e Hávamál (As Máximas de Hár).
Odin se apresenta sob diversos nomes nas baladas édicas, de acordo com as exigências da situação. Sabemos, pela Völuspá (A Profecia da Vidente) e Hyndluljóð (A Balada de Hyndla), que ele é filho de Borr. As elevadas designações de velho criador e pai dos homens, que o poeta anônimo lhe deu em Baldrs Draumar e no Vafþrúðnismál, bem como a informação de que Odin dera o fôlego (Völuspá) a um casal inanimado, não deixa dúvidas sobre uma interferência na criação da humanidade. No Grímnismál há o cognome de príncipe dos homens, na Lokassena (A Altercação de Loki) de pai das batalhas, na Völuspá, de pai dos exércitos, e no Grípisspá (A Profecia de Gripir), de pai da escolha ou pai dos mortos em batalha.

## Genealogia
Ascendência
Os ancestrais de Odin e os seus irmãos segundo os relatos de Snorri Sturluson em Gylfaginning:
|  |  |  |  |  |  |  |  |  |  |  |  | Búri | Búri | Búri | Búri | Búri | Búri |  |  |    |    |    |    |    |    |  |  | Bolthorn | Bolthorn | Bolthorn | Bolthorn | Bolthorn | Bolthorn |  |  |  |  |  |  |  |  |  |  |
|  |  |  |  |  |  |  |  |  |  |  |  | Búri | Búri | Búri | Búri | Búri | Búri |  |  |    |    |    |    |    |    |  |  | Bolthorn | Bolthorn | Bolthorn | Bolthorn | Bolthorn | Bolthorn |  |  |  |  |  |  |  |  |  |  |
|  |  |  |  |  |  |  |  |  |  |  |  | Borr | Borr | Borr | Borr | Borr | Borr |  |  |    |    |    |    |    |    |  |  | Bestla   | Bestla   | Bestla   | Bestla   | Bestla   | Bestla   |  |  |  |  |  |  |  |  |  |  |
|  |  |  |  |  |  |  |  |  |  |  |  | Borr | Borr | Borr | Borr | Borr | Borr |  |  |    |    |    |    |    |    |  |  | Bestla   | Bestla   | Bestla   | Bestla   | Bestla   | Bestla   |  |  |  |  |  |  |  |  |  |  |
|  |  |  |  |  |  |  |  |  |  |  |  |      |      |      |      |      |      |  |  |    |    |    |    |    |    |  |  |          |          |          |          |          |          |  |  |  |  |  |  |  |  |  |  |
|  |  |  |  |  |  |  |  |  |  |  |  |      |      |      |      |      |      |  |  |    |    |    |    |    |    |  |  |          |          |          |          |          |          |  |  |  |  |  |  |  |  |  |  |
|  |  |  |  |  |  |  |  |  |  |  |  | Vili | Vili | Vili | Vili | Vili | Vili |  |  | Vé | Vé | Vé | Vé | Vé | Vé |  |  | Odin     | Odin     | Odin     | Odin     | Odin     | Odin     |  |  |  |  |  |  |  |  |  |  |

Descendência
É difícil e confuso traçar a descendência de Odin. Os seus filhos Thor, Vali e Balder são os filhos reconhecidos universalmente, mas existem textos que referem diferentes filhos. Assim, uma descendência provável seria:
|  |  |  |  |       |       | Jörð  | Jörð  | Jörð  | Jörð  | Jörð | Jörð |      |      |      |      |      |      | Odin | Odin | Odin | Odin | Odin | Odin |         |         |         |         |         |         | Frigga | Frigga | Frigga | Frigga | Frigga | Frigga |       |       |  |  |        |        |        |        |        |        |
|  |  |  |  |       |       | Jörð  | Jörð  | Jörð  | Jörð  | Jörð | Jörð |      |      |      |      |      |      | Odin | Odin | Odin | Odin | Odin | Odin |         |         |         |         |         |         | Frigga | Frigga | Frigga | Frigga | Frigga | Frigga |       |       |  |  |        |        |        |        |        |        |
|  |  |  |  |       |       |       |       |       |       |      |      |      |      |      |      |      |      |      |      |      |      |      |      |         |         |         |         |         |         |        |        |        |        |        |        |       |       |  |  |        |        |        |        |        |        |
|  |  |  |  |       |       |       |       |       |       |      |      |      |      |      |      |      |      |      |      |      |      |      |      |         |         |         |         |         |         |        |        |        |        |        |        |       |       |  |  |        |        |        |        |        |        |
|  |  |  |  |       |       |       |       |       |       |      |      |      |      |      |      |      |      |      |      |      |      |      |      |         |         |         |         |         |         |        |        |        |        |        |        |       |       |  |  |        |        |        |        |        |        |
|  |  |  |  | Meili | Meili | Meili | Meili | Meili | Meili |      |      | Thor | Thor | Thor | Thor | Thor | Thor |      |      |      |      |      |      | Hermodr | Hermodr | Hermodr | Hermodr | Hermodr | Hermodr |        |        | Hoder  | Hoder  | Hoder  | Hoder  | Hoder | Hoder |  |  | Balder | Balder | Balder | Balder | Balder | Balder |

|  |  |  |  |  |  | Gríðr | Gríðr | Gríðr | Gríðr | Gríðr | Gríðr |       |       |       |       |       |       | Odin | Odin | Odin | Odin | Odin | Odin |      |      |      |      |      |      | Rind | Rind | Rind | Rind | Rind | Rind |  |  |  |  |  |  |  |  | Odin | Odin | Odin | Odin | Odin | Odin |       |       |       |       |       |       | Gunnlod | Gunnlod | Gunnlod | Gunnlod | Gunnlod | Gunnlod |
|  |  |  |  |  |  | Gríðr | Gríðr | Gríðr | Gríðr | Gríðr | Gríðr |       |       |       |       |       |       | Odin | Odin | Odin | Odin | Odin | Odin |      |      |      |      |      |      | Rind | Rind | Rind | Rind | Rind | Rind |  |  |  |  |  |  |  |  | Odin | Odin | Odin | Odin | Odin | Odin |       |       |       |       |       |       | Gunnlod | Gunnlod | Gunnlod | Gunnlod | Gunnlod | Gunnlod |
|  |  |  |  |  |  |       |       |       |       |       |       |       |       |       |       |       |       |      |      |      |      |      |      |      |      |      |      |      |      |      |      |      |      |      |      |  |  |  |  |  |  |  |  |      |      |      |      |      |      |       |       |       |       |       |       |         |         |         |         |         |         |
|  |  |  |  |  |  |       |       |       |       |       |       | Vidar | Vidar | Vidar | Vidar | Vidar | Vidar |      |      |      |      |      |      | Vali | Vali | Vali | Vali | Vali | Vali |      |      |      |      |      |      |  |  |  |  |  |  |  |  |      |      |      |      |      |      | Bragi | Bragi | Bragi | Bragi | Bragi | Bragi |         |         |         |         |         |         |

## Personalidade
Em linguagem corrente na Escandinávia e no norte da Alemanha, conforme observa-se entre pessoas cultas, são usadas as expressões zu Odin fahren ou hei Odin zu Gast sein, e far þu til Odin ou Odins eigo þik, citadas também por Jacob Grimm, para imprecações equivalentes a vá para o diabo, ou o diabo que o carregue. É uma tendência malévola que se explica, não só pela ação do cristianismo, mas ainda pelas atitudes violentas e sombrias que o deus tomava, infligindo castigos inflexíveis, como o sono imposto à valquíria Brynhild por esta tê-lo desobedecido, e atravessando os ares com seu exército de maus espíritos, nas noites de tempestades, nas chamadas Caçadas Selvagens.
Sobre o Edda, sabe-se que foram escritos no início do medievo, porém é de conhecimento, que as tradições que a originaram e eram transmitidas oralmente, datam de mais de três mil anos a.C.

## Virtudes

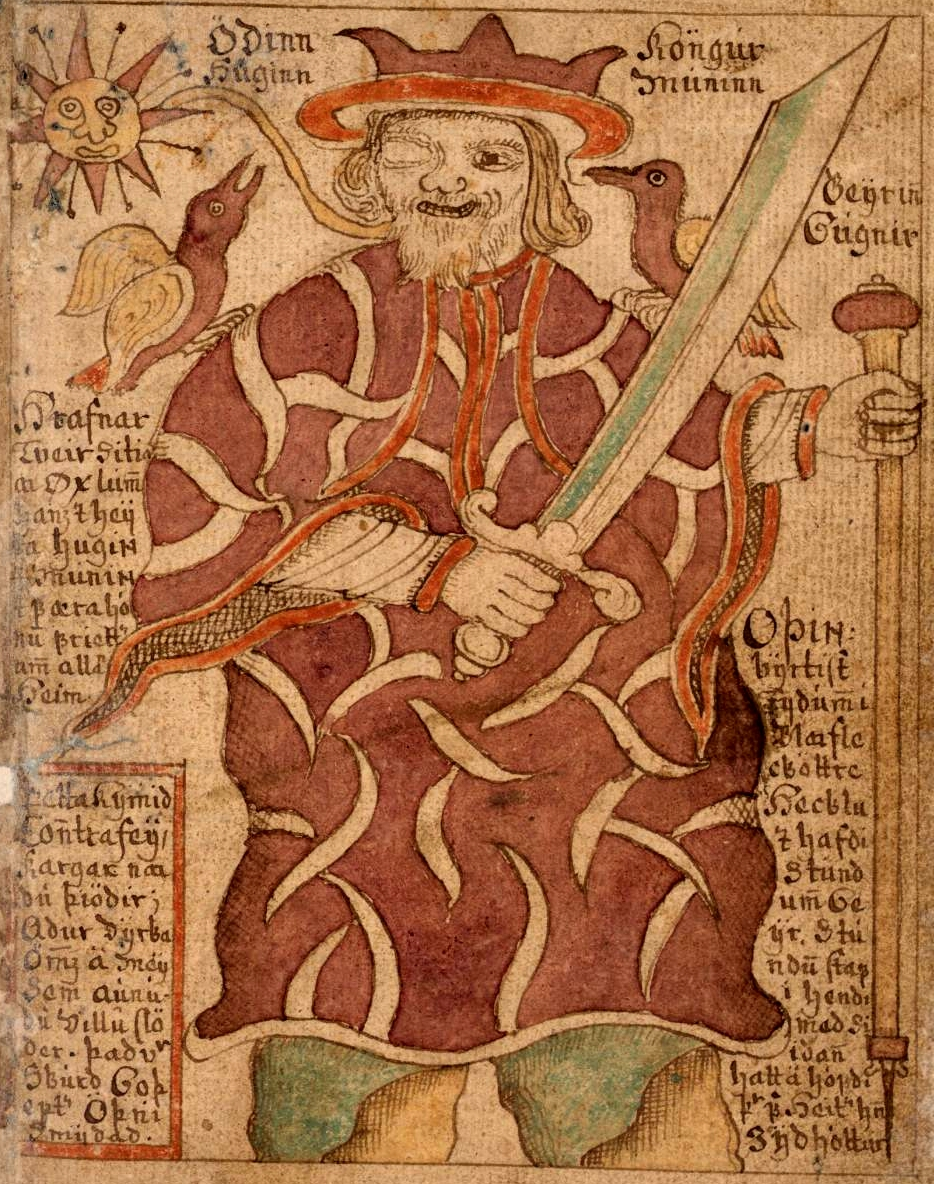
Odin, com seus corvos Hugin e Munin, segundo manuscrito do século XVIII.

O aposto de “pai da magia”, constante do Baldrs Draumar, confirmado no seu próprio depoimento do Hávamál (parte IV), descreve o seu próprio sacrifício: feriu-se com a lança e suspendeu-se numa árvore, onde permaneceu nove dias agitado pelos ventos; esta árvore é Yggdrasill, o freixo do mundo. Tudo isso visando à iniciação na sabedoria das runas, tendo até criado algumas delas, tornando-se senhor do hidromel da poesia, licor mágico que profere vaticínios.
Quanto ao elevado saber de Odin, relata-se que nem sempre foi assim, sábio e mágico poderoso; ávido por conhecer todas as coisas, quis beber da fonte da Sabedoria, onde o freixo Yggdrasill mergulha uma das raízes; mas Mímir, seu tio, o guardião da fonte, sábio e prudente, só lhe concedeu  o favor com a condição de que Óðinn lhe desse um de seus olhos. Ele então encontrou na água da fonte milagrosa tanta sabedoria e poderes secretos que pôde, logo que Mímir foi morto na guerra entre os Æsir e os Vanir, lhe conferir a faculdade de renascer pela sabedoria: sua cabeça, embalsamada graças aos cuidados dos deuses, é capaz de responder a todas as perguntas que lhe dirigem. Após adquirir tantos conhecimentos, procurava depois revelá-los em duelos de palavras, em que aposta a vida e sai sempre ganhado. Além do mais, por várias vezes se dirige a profetisas e visionárias, pedindo informações estranhas, dando-lhes em paga ricos presentes.

## Cultuação
Desse modo, vemos que Óðinn, na concepção do poeta édico, é criador da humanidade, detentor supremo do conhecimento, das fórmulas mágicas e das runas, invocado por ocasião das batalhas, durante os naufrágios e as doenças, na defesa contra o inimigo, e afinal em qualquer situação desesperadora. Altares se elevavam em sua honra.

### Símbolos
Nas baladas da Edda, o deus supremo está em ligação com símbolos, emblemas e certos elementos adequados às diversas circunstâncias em que aparece. Assim, no (Valhala), ele tem o seu grande palácio onde recebe e aloja os guerreiros mais valorosos, e em outro dos seus três salões em Asgard, o alto Valaskjalf, senta-se no trono Hlidskialf, de onde é possível enxergar o mundo inteiro e acompanhar todos os acontecimentos da vida. A seus pés, deitam-se os dois lobos Geri e Freki, símbolos da gulodice, que o acompanham em suas caçadas e lutas, alimentando-se dos cadáveres dos guerreiros. Nos seus ombros estão os dois corvos  Hugin e Munin, a sussurrar-lhe o que viram e ouviram por todos os cantos. Quando se encaminha a uma batalha, o que é frequente, usa armadura e elmo de ouro, trazendo nas mãos o escudo e a lança Gungnir, que tem runas gravadas no cabo, montando seu famoso corcel de oito patas, Sleipnir, que tem a faculdade de cavalgar no espaço, por cima das terras e águas.

### Disfarces
Em muitas passagens, descrevem-se as andanças de Odin, em que se apresenta sob o disfarce de um viajante baixo e de cabelos escuros, envolvido numa enorme capa azul ou cinza, com um chapéu de abas largas, quebradas acima do olho perdido e o outro olho negro faiscante, como nas baladas édicas Vafþrúðnismál e no Grímnismál, e com os nomes significativos de Gagnrad (o que determina a vitória), Grimnir (o disfarçado),  além do Hávalmál (parte III)  e nos Baldrs Draumar, respectivamente com os nomes Hár (o elevado, o eminente, o sublime) e Vegtam (o acostumado aos caminhos).